# Акротирі (Санторині)

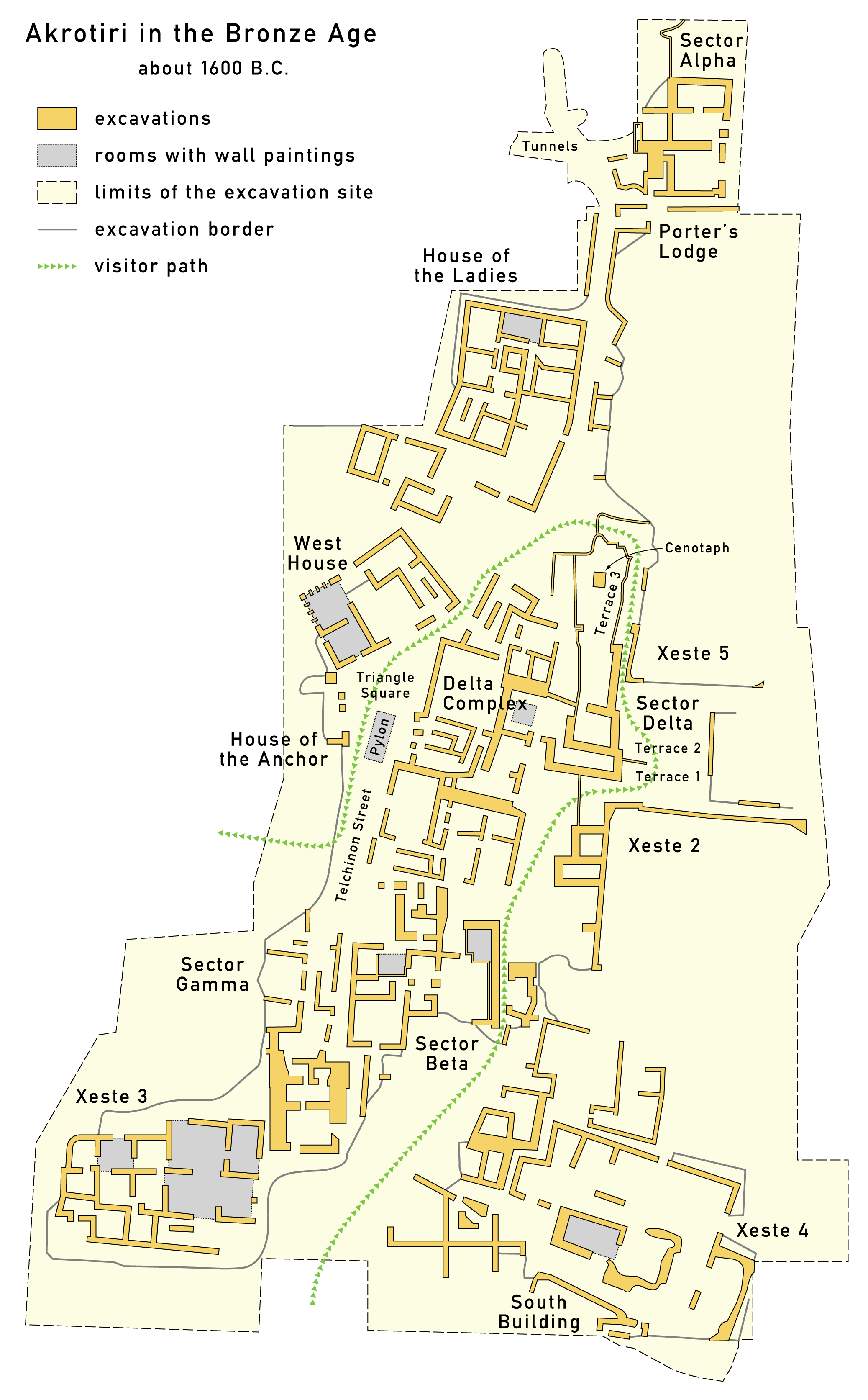
Мапа Акротирі в часи Бронзової доби

Акротирі — назва розкопок на місці поселення бронзової доби на грецькому острові Санторині, що відносяться до Мінойської цивілізації через використання критського ієрогліфічного письма A та сильної подібності в артефактах та стилях фресок. Назву розкопкам дано по імені сучасного села, розташованої на пагорбі неподалік. Оригінальна назва античного поселення невідома. Воно було поховано під шаром попелу після виверження вулкана близько 1500—1646 років до н. е., в результаті чого воно дивно добре збереглося. На думку фахівців, перш ніж місто засипало вулканічним попелом, стався сильний землетрус, в зв'язку з чим мешканці встигли вчасно покинути свої будинки.

## Історія

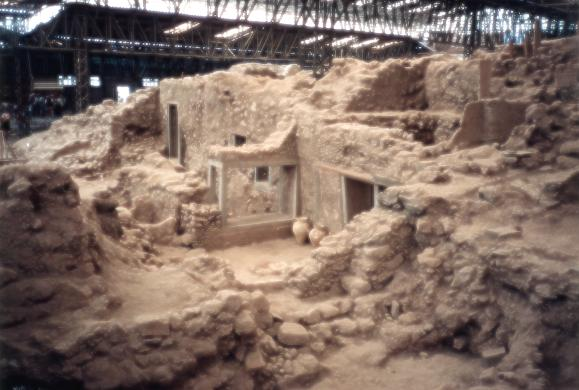
Розкопки

Перші дані про заселення острова Санторині (Фіри) в доісторичні часи були винесені на світ у 1866, коли земля з острова стала вживатися для зміцнення земляних валів Суецького каналу автором проекту і керівником будівництва французом Лесепсом.
Перші ж розкопки в Акротирі були проведені французьким геологом і вулканологом Фердинандом Фуке.
На місці розкопок, початих у 1967 відомим грецьким археологом Спиридоном Маринатоса, були виявлені фрески, глиняний посуд, меблі, складні дренажні і каналізаційні системи та триповерхові будівлі.
Розкопані артефакти виставлені в музеї «Museum of Prehistoric Thera», серед яких багато творів стародавнього мистецтва. З коштовностей був знайдений всього один золотий об'єкт, захований під підлогою. І не були знайдені жодні непоховані людські останки. Це говорить про те, що була проведена обов'язкова евакуація жителів без людських втрат.

## Галерея фресок з Акротирі із зібрань різних музеїв

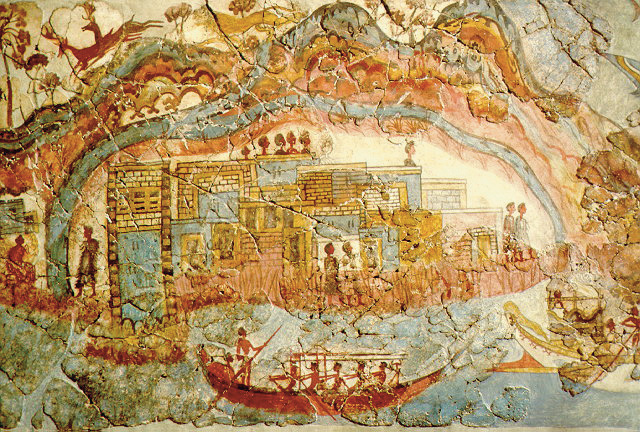
Зображення міста
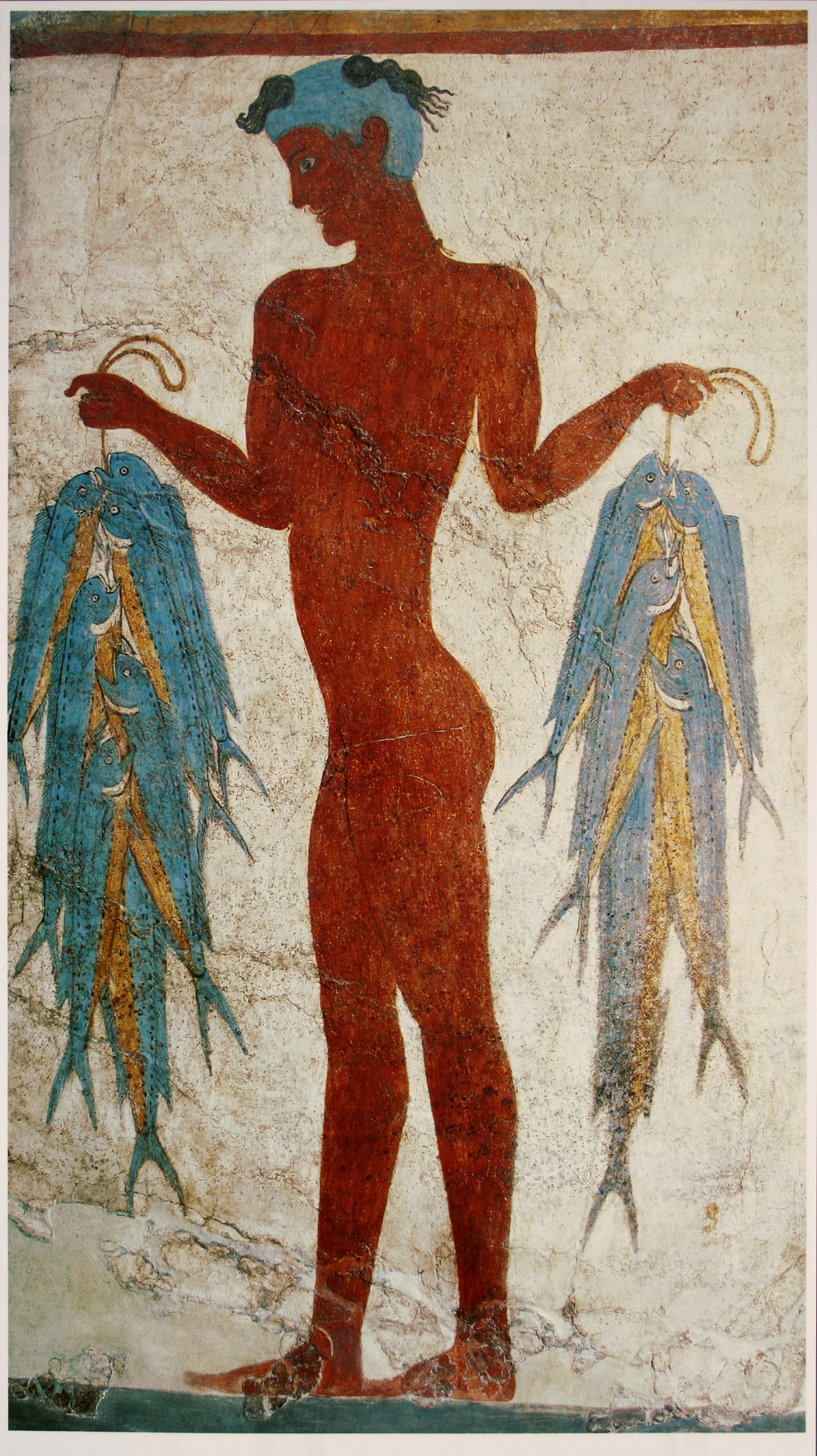
Рибак
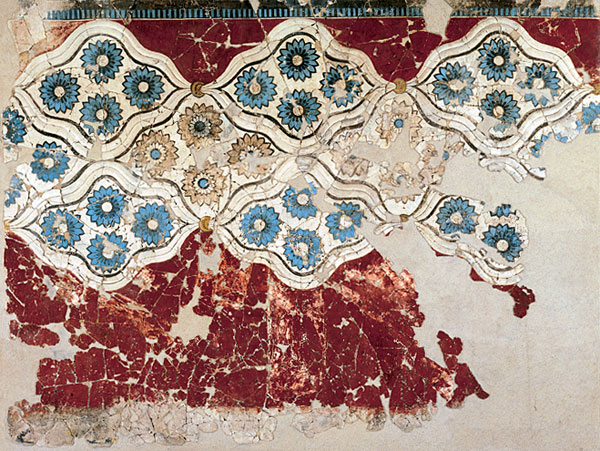
Декоративні розетки
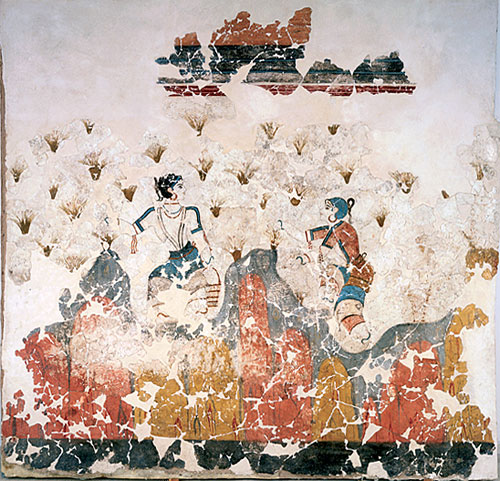
Збір шафрану
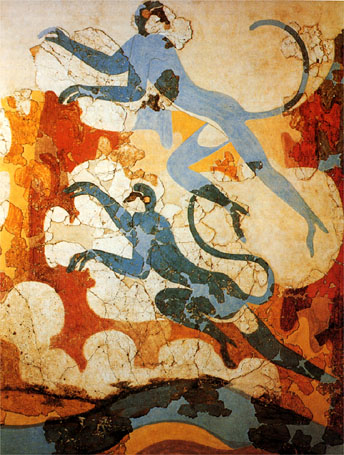
Блакитні мавпи
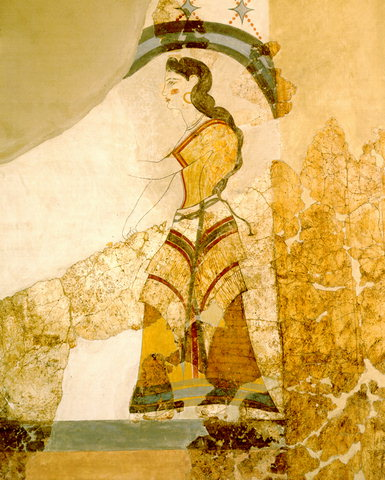
Жінка з папірус
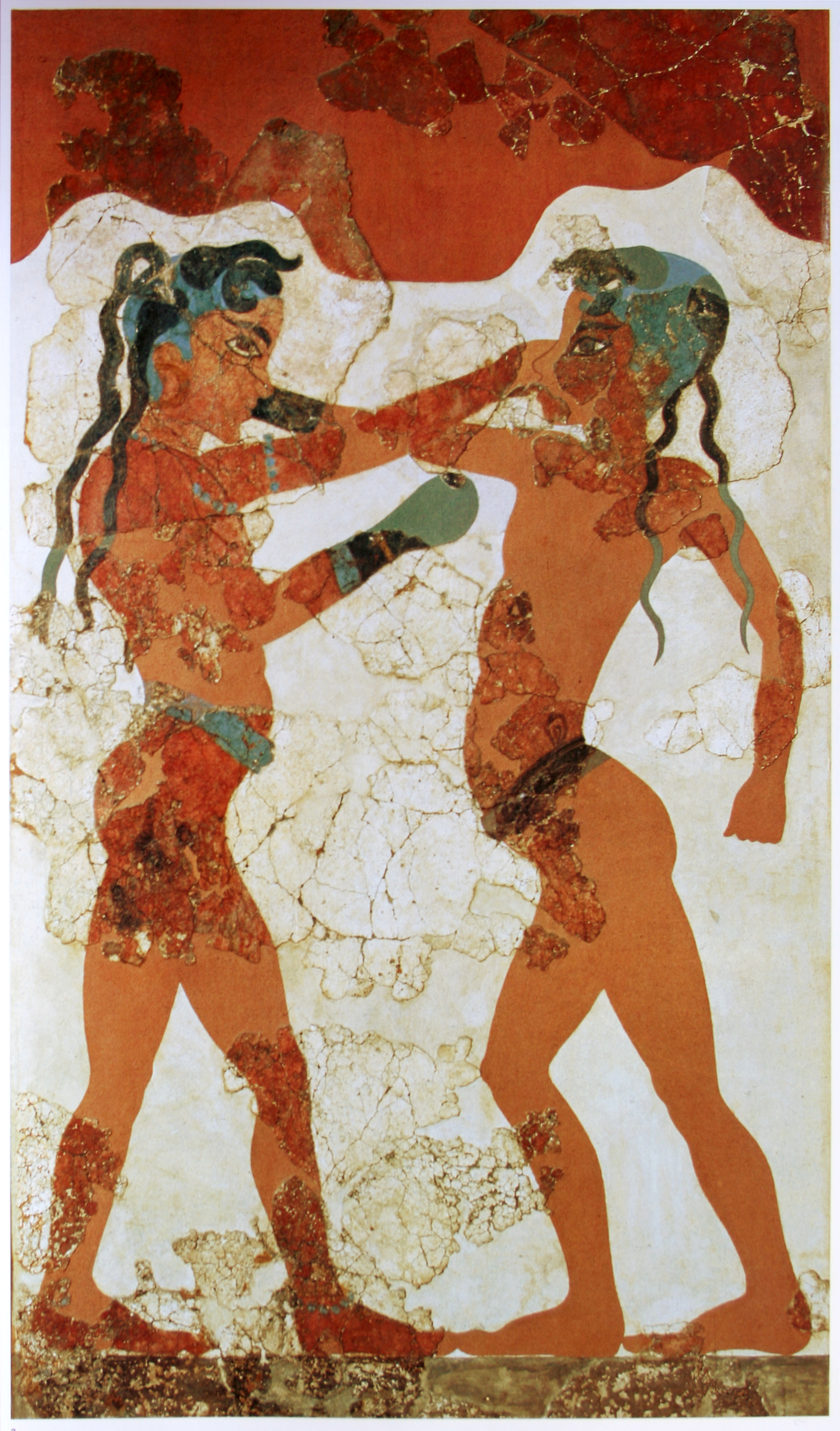
Боксуючі юнаки

## Галерея музейних експонатів на Санторині

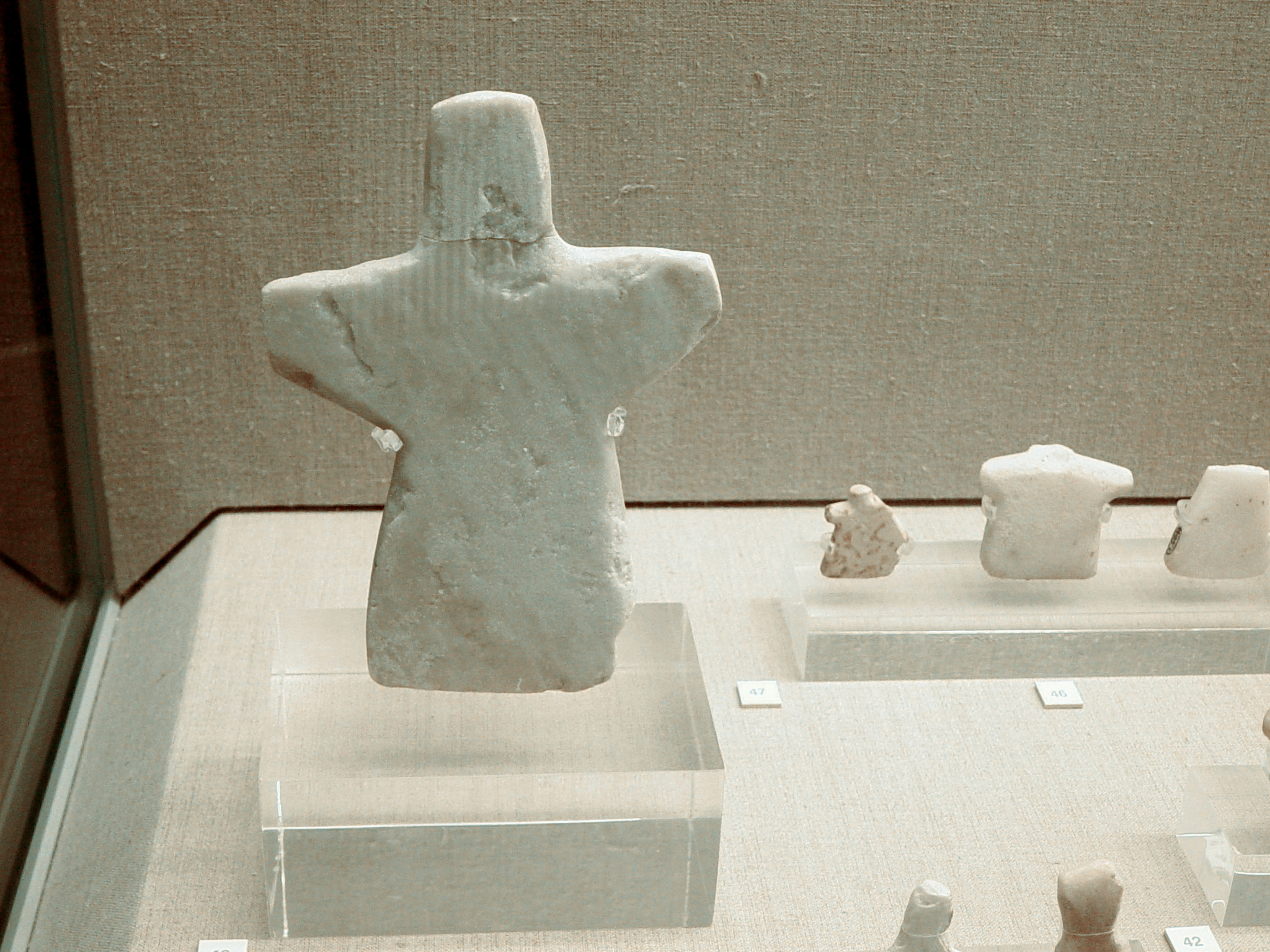
Мармурова фігурка
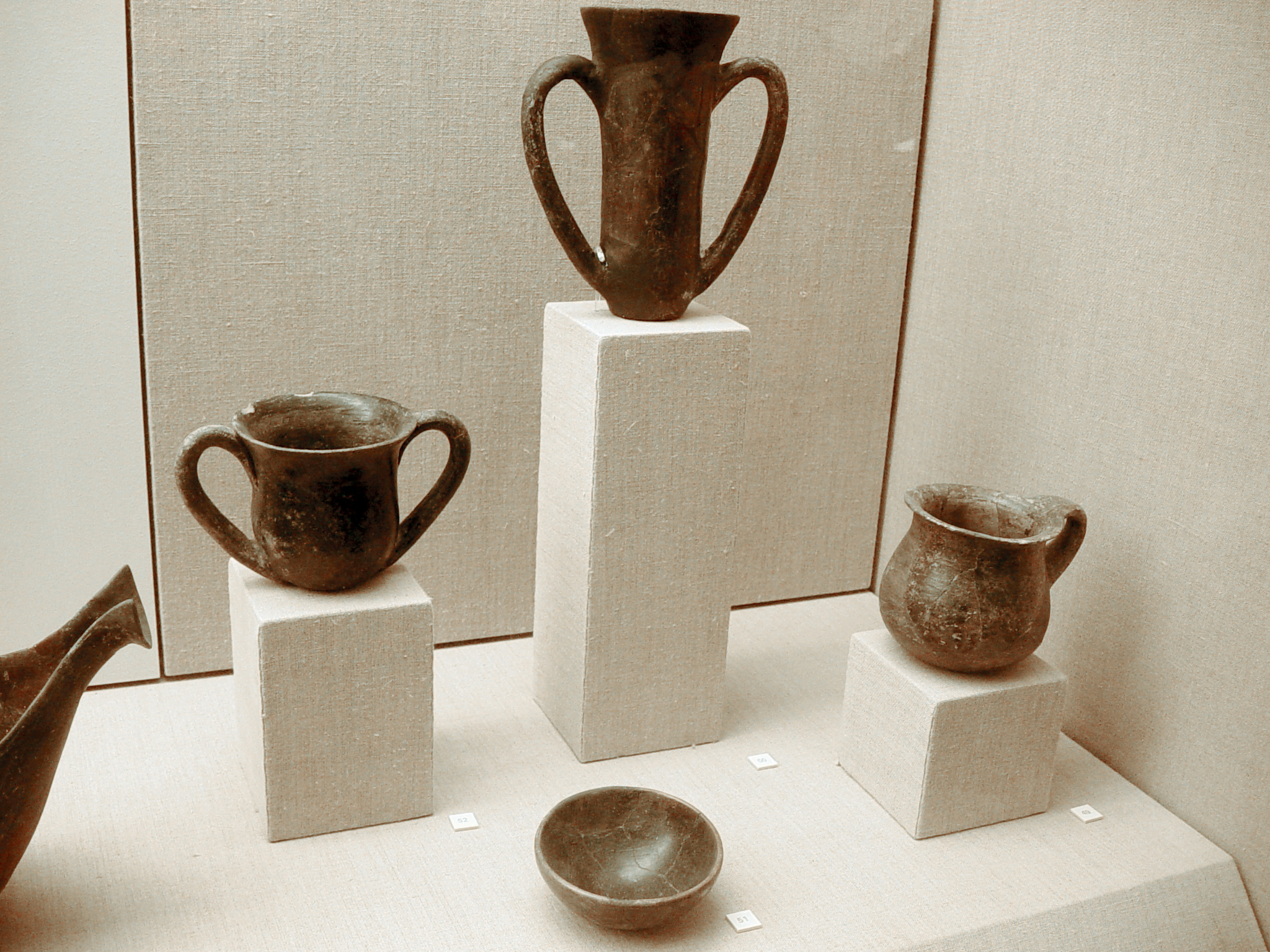
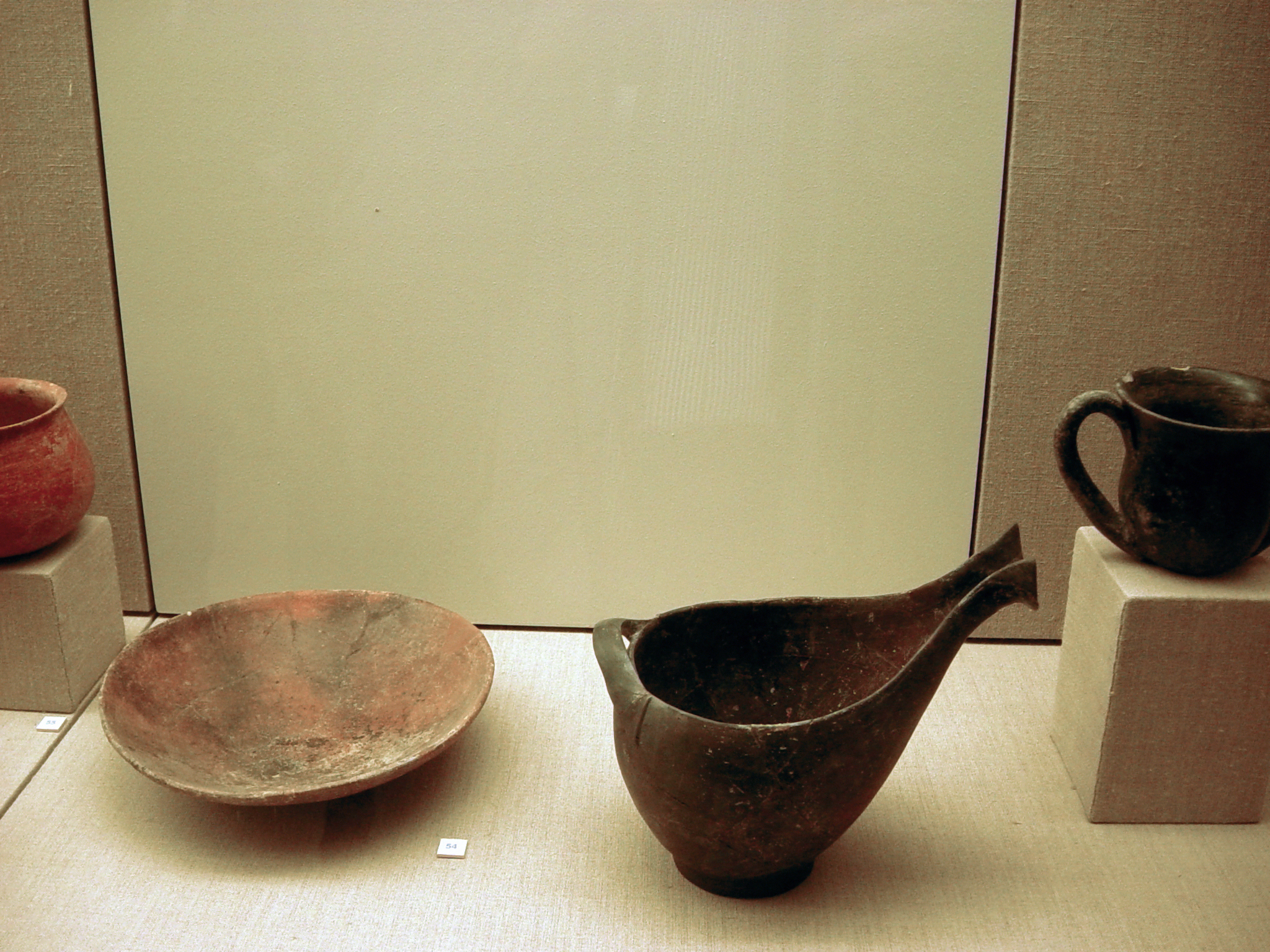
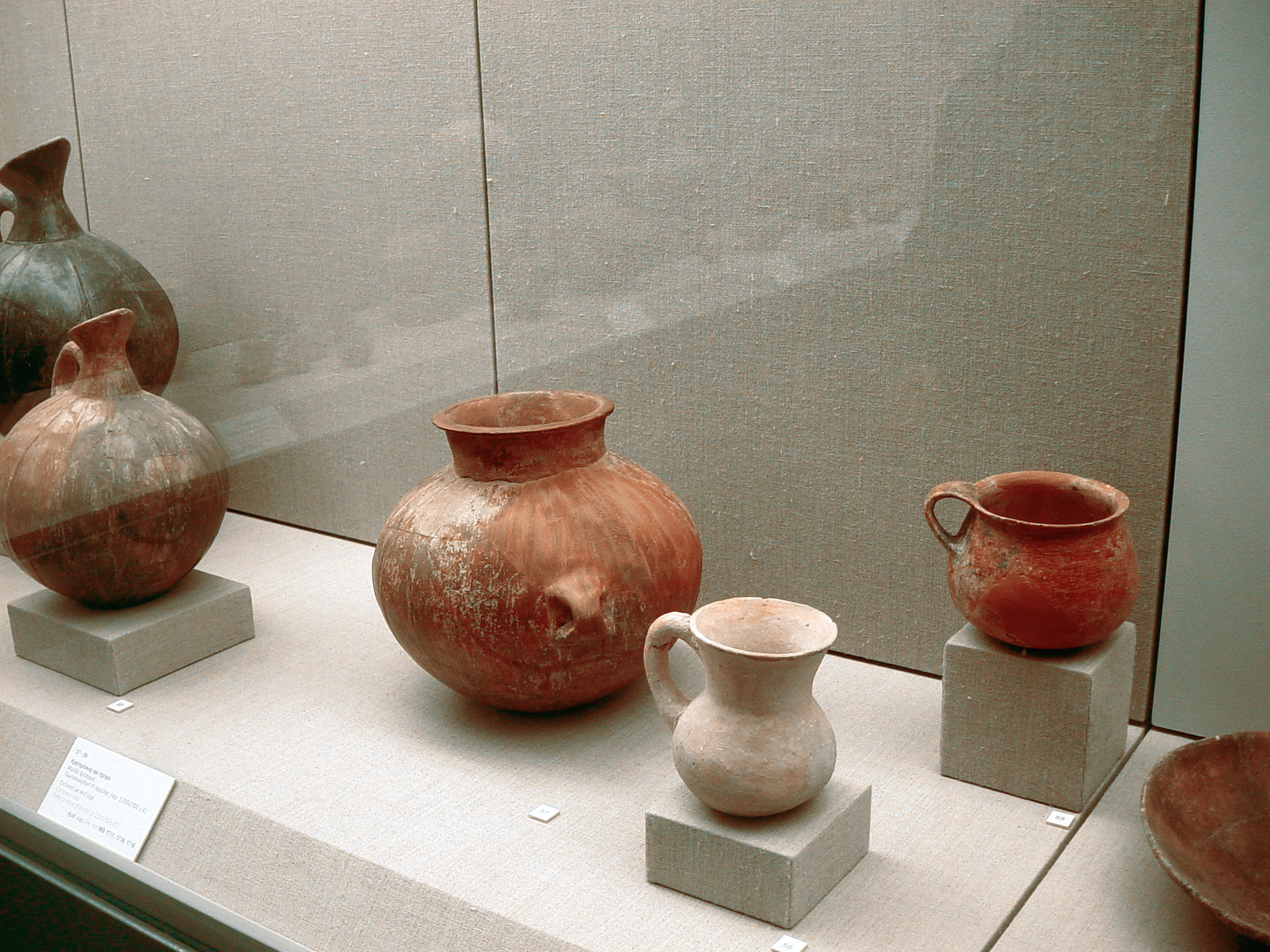
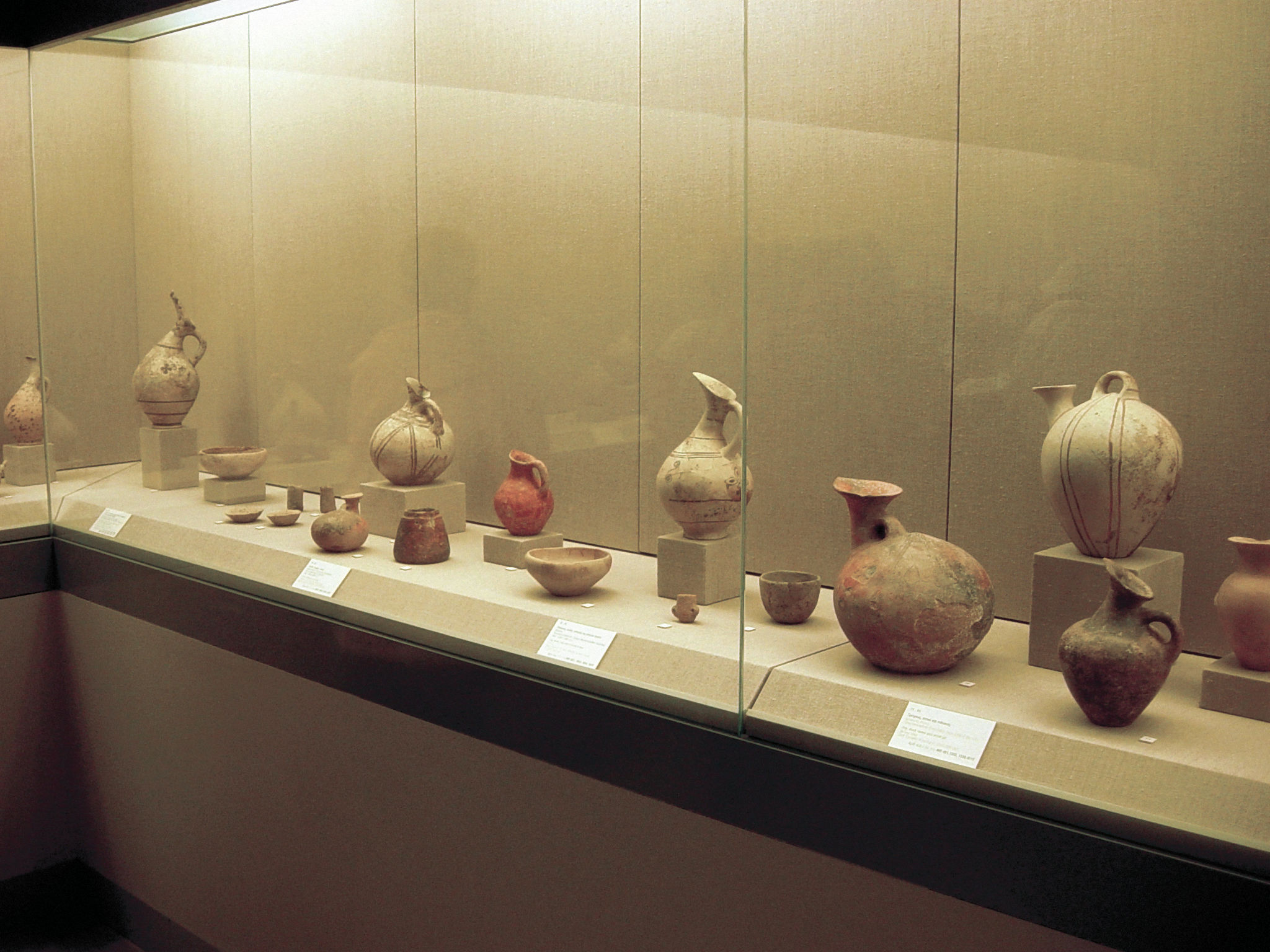
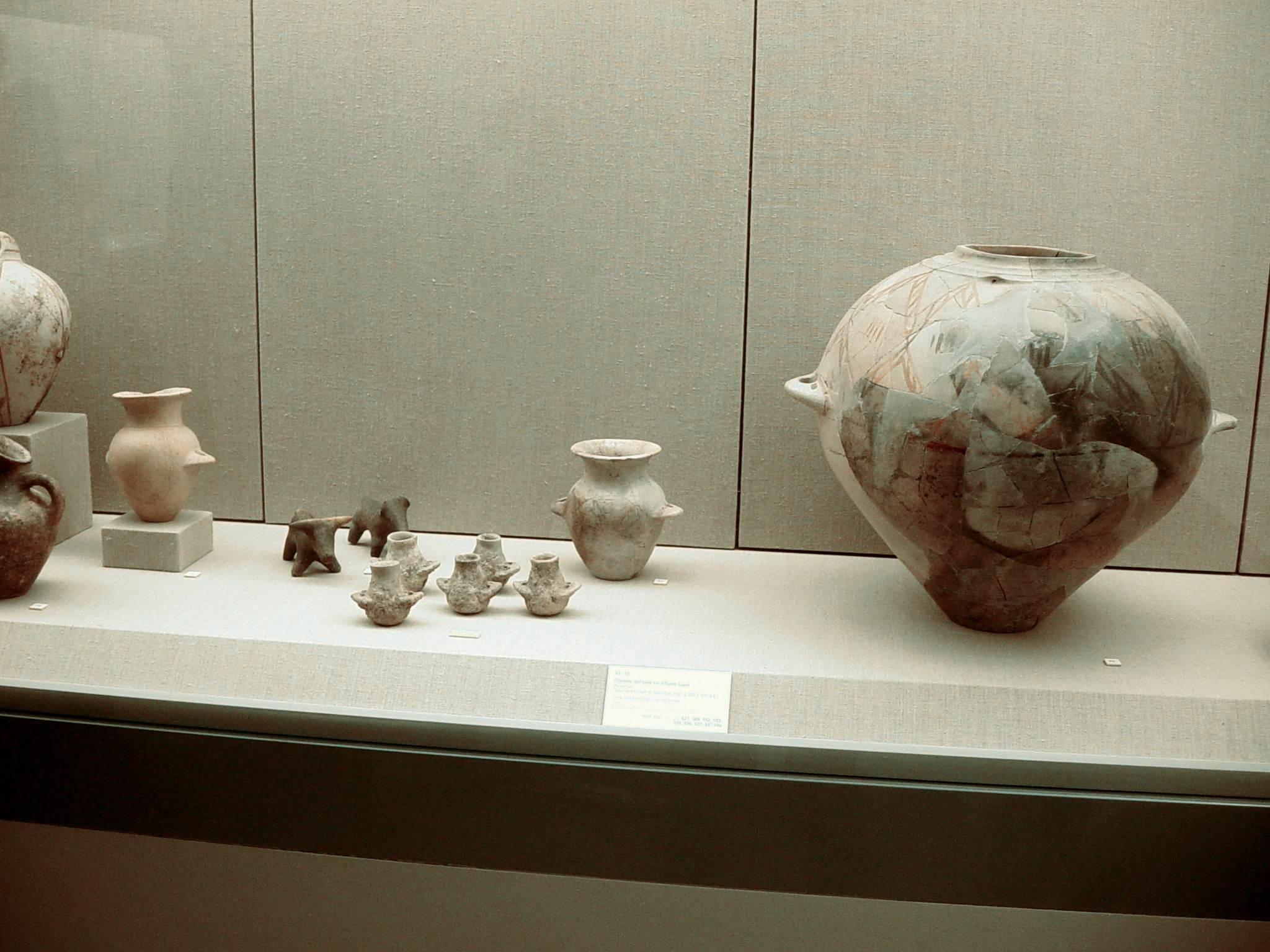
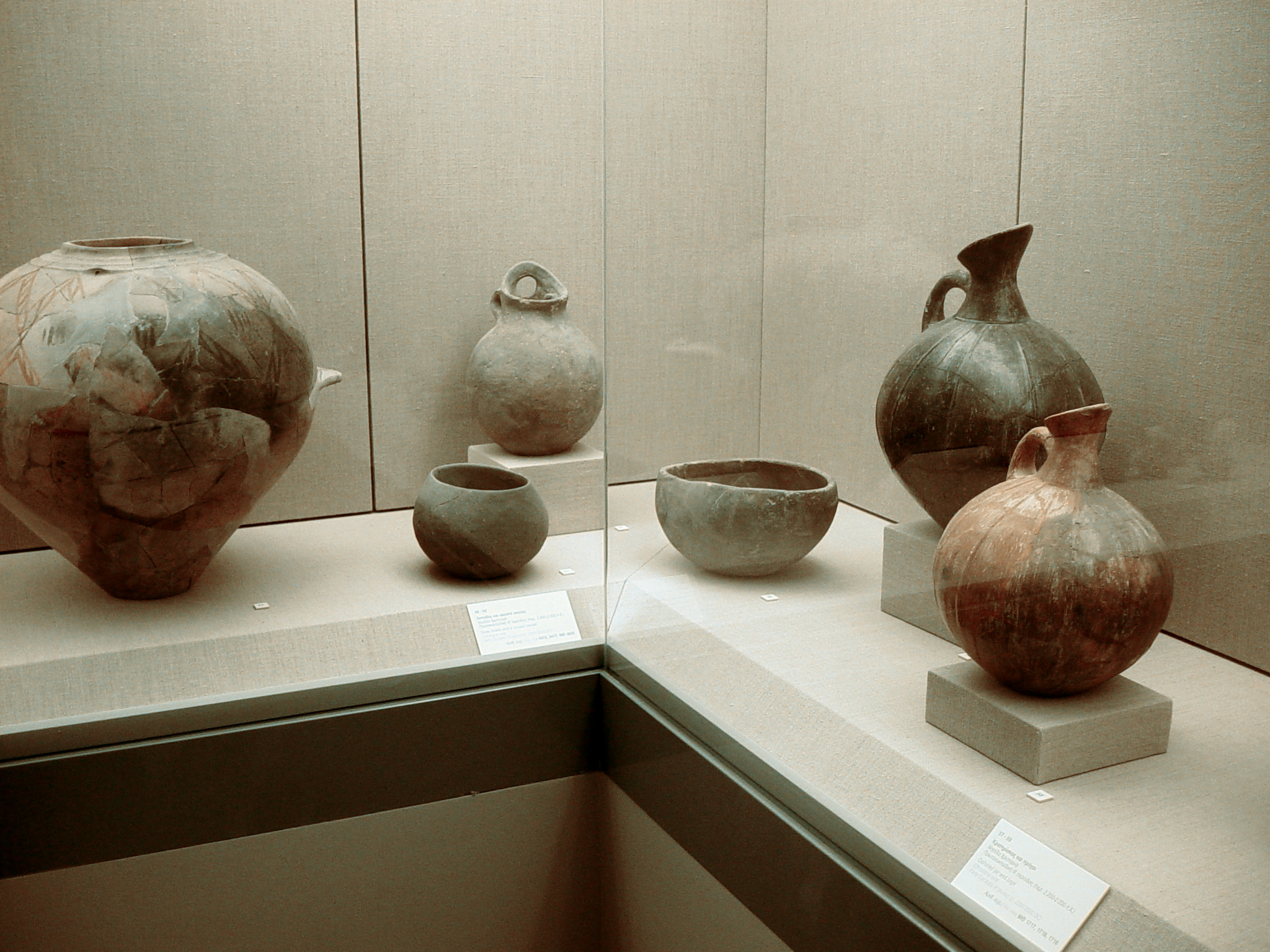
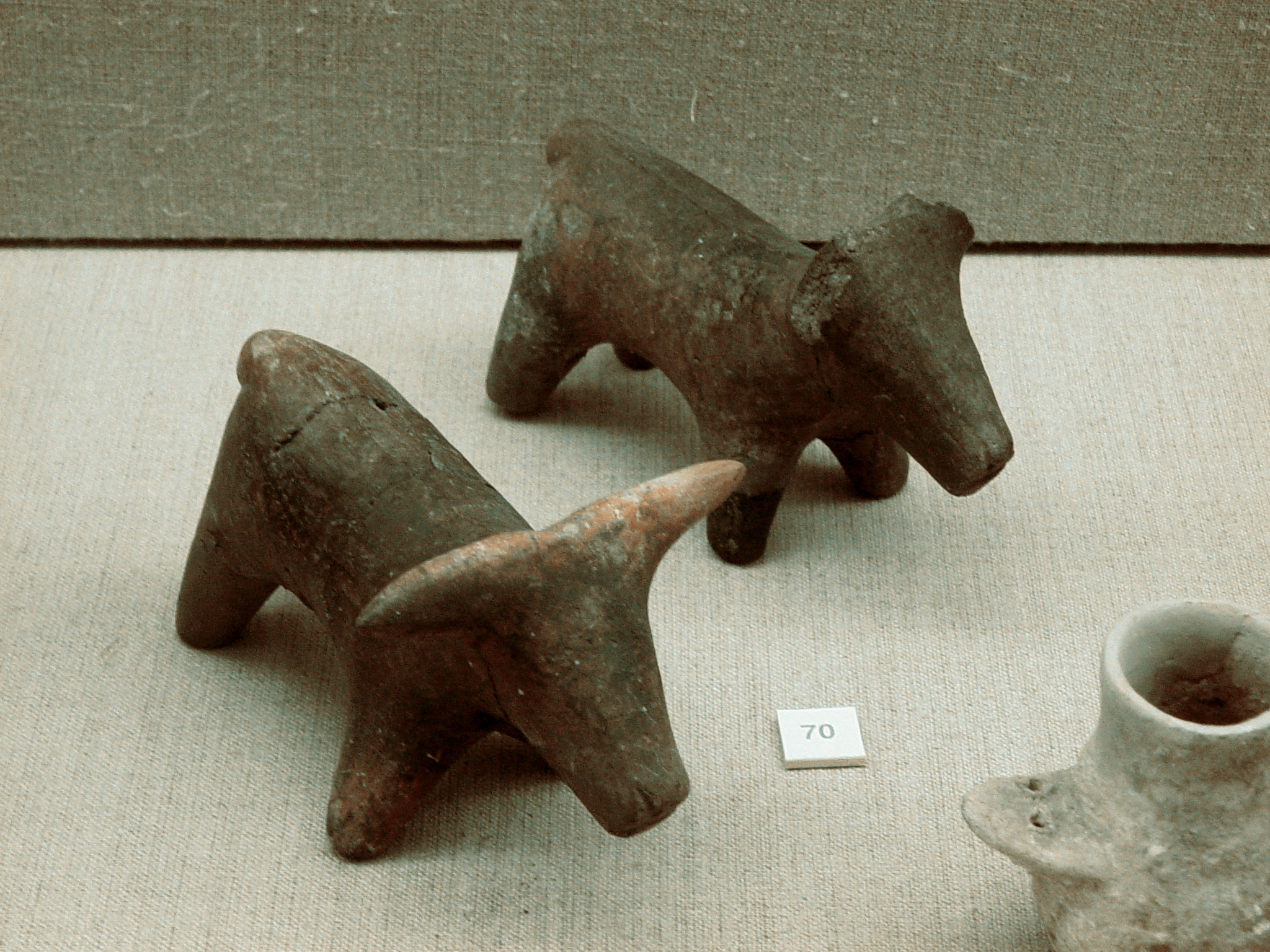
Фігурки тварин
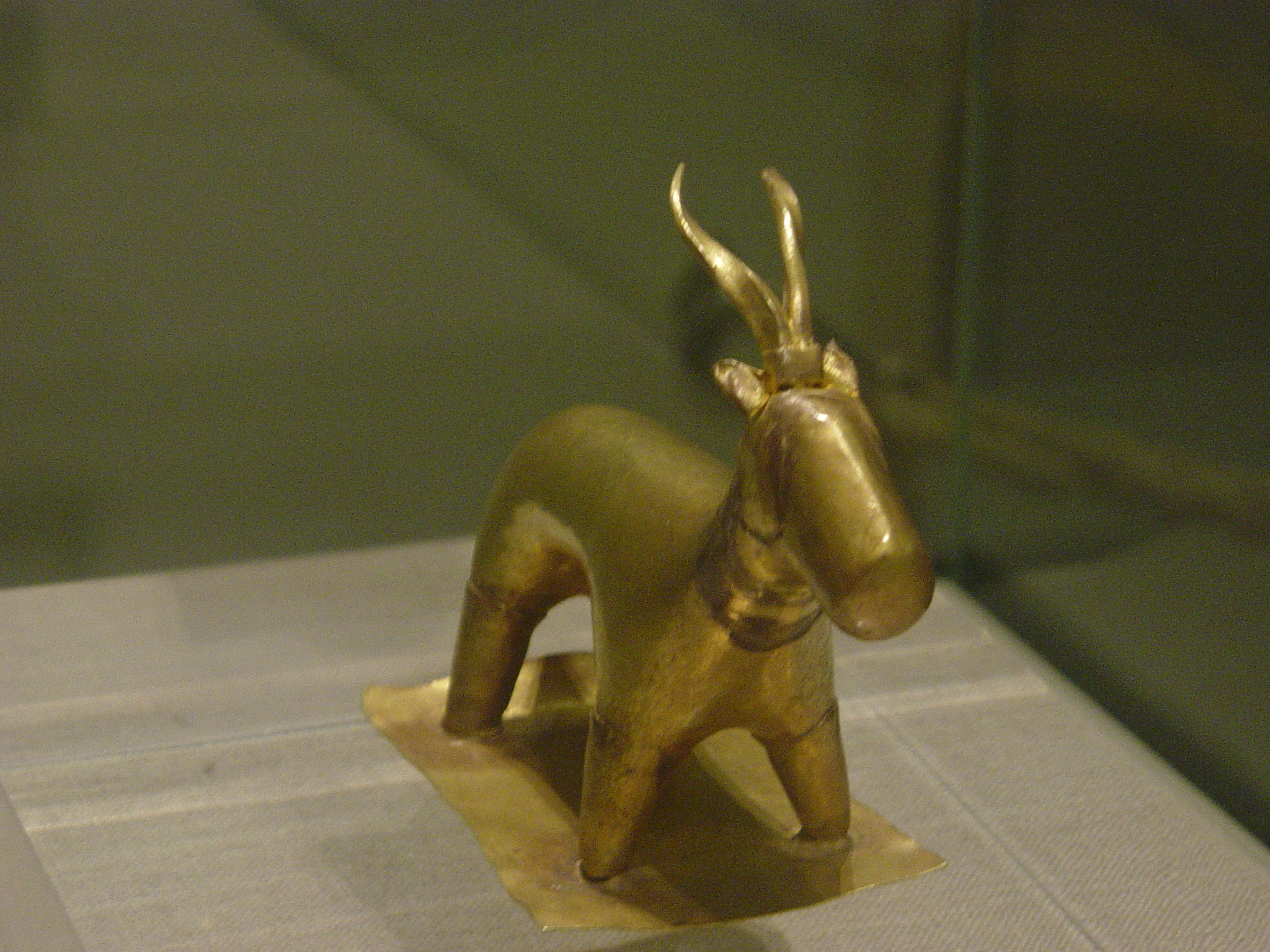
Золотий козоріг — єдиний золотий предмет, знайдений d 2007
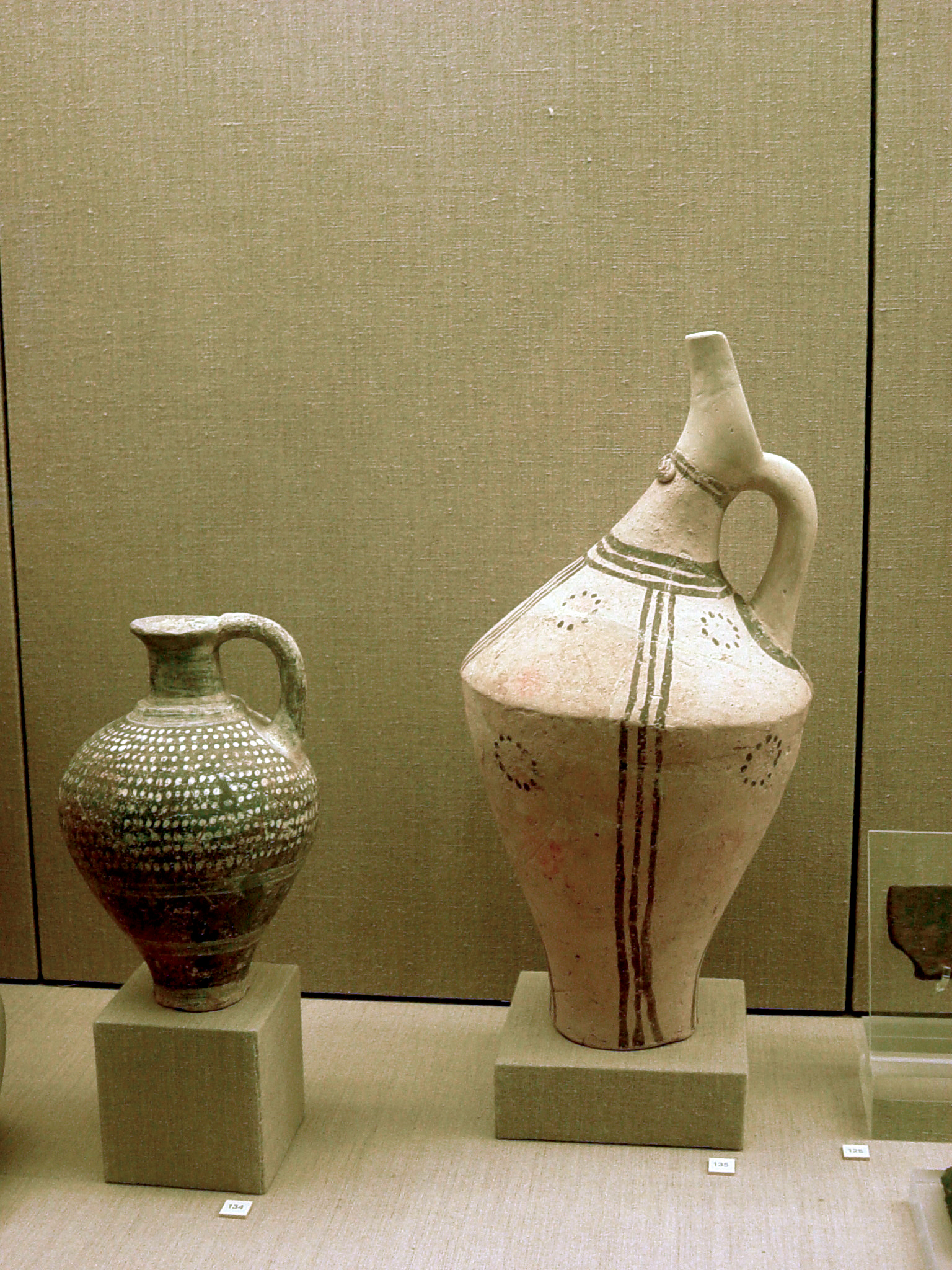
Глечики
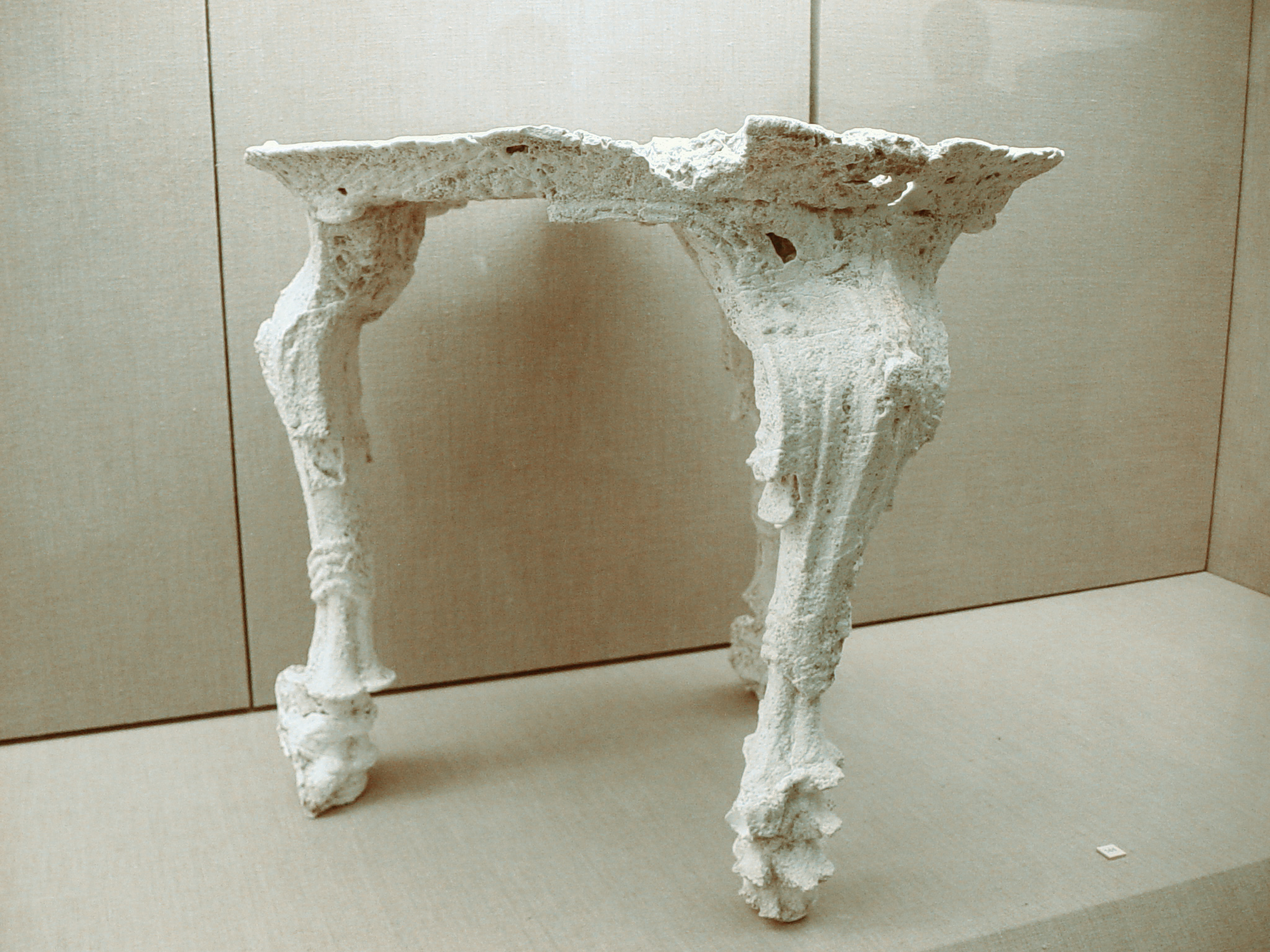
Зліпок дерев'яного столу за формою з вулканічного попелу
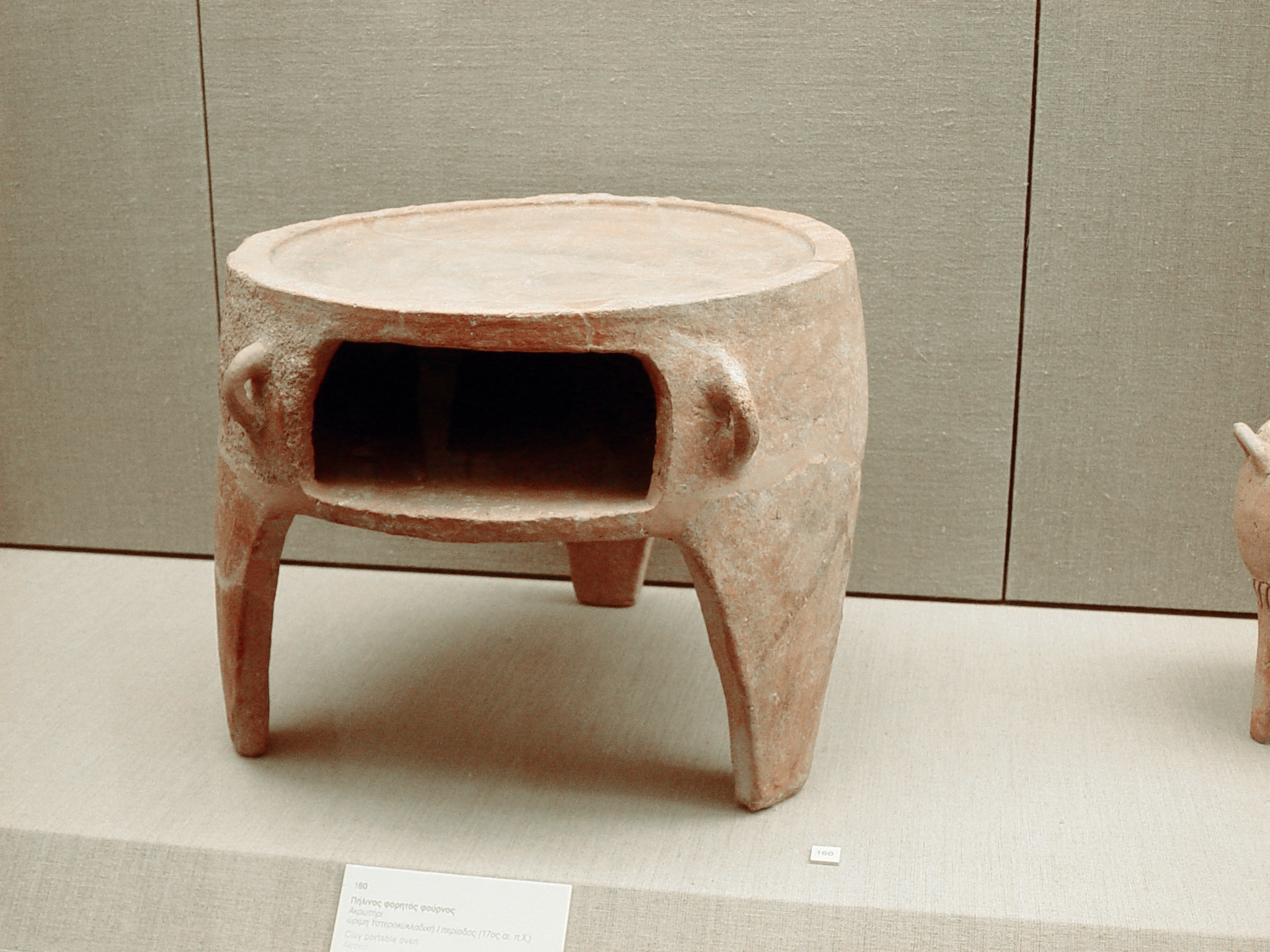
Піч
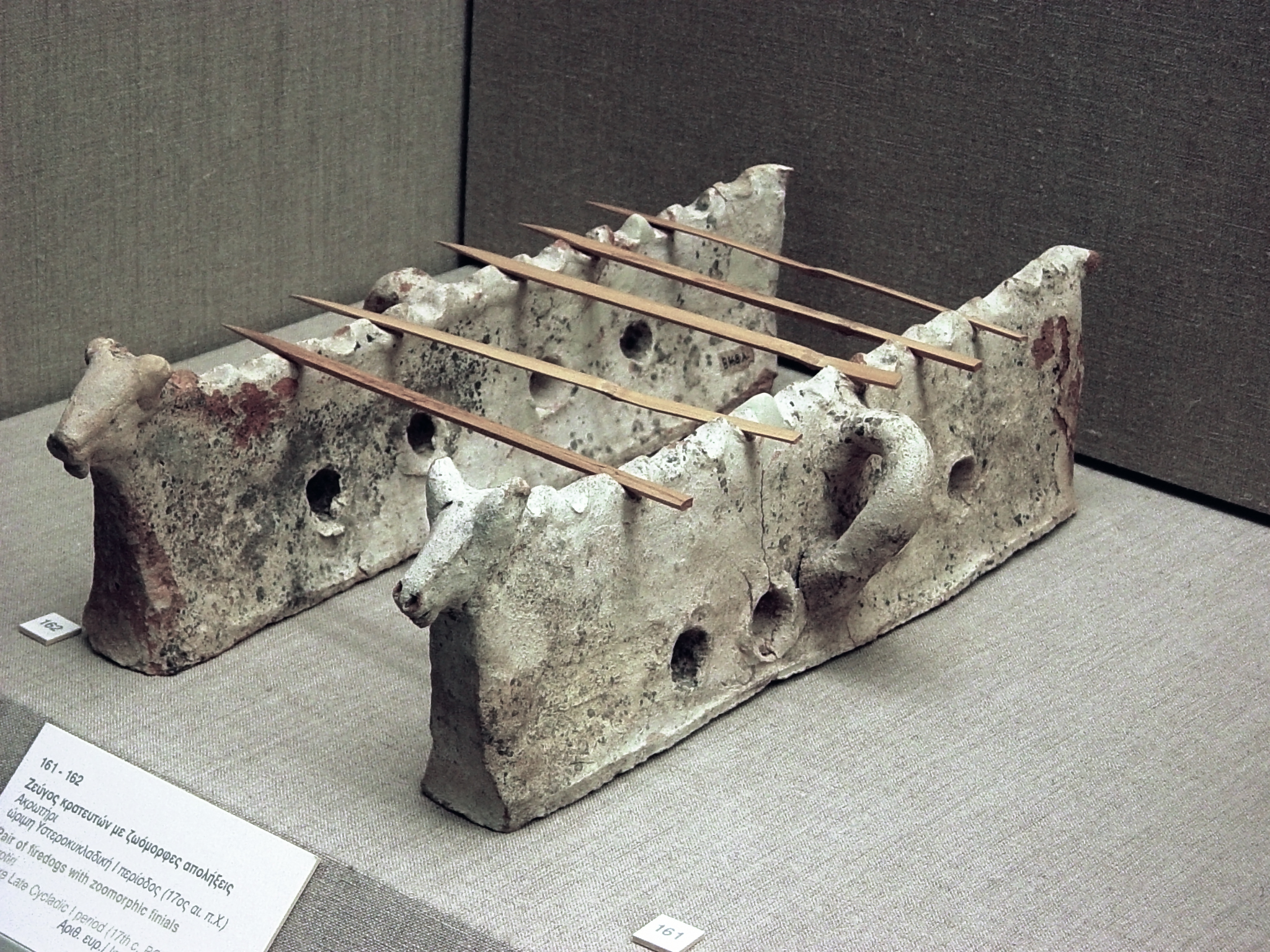
Підставки для дров
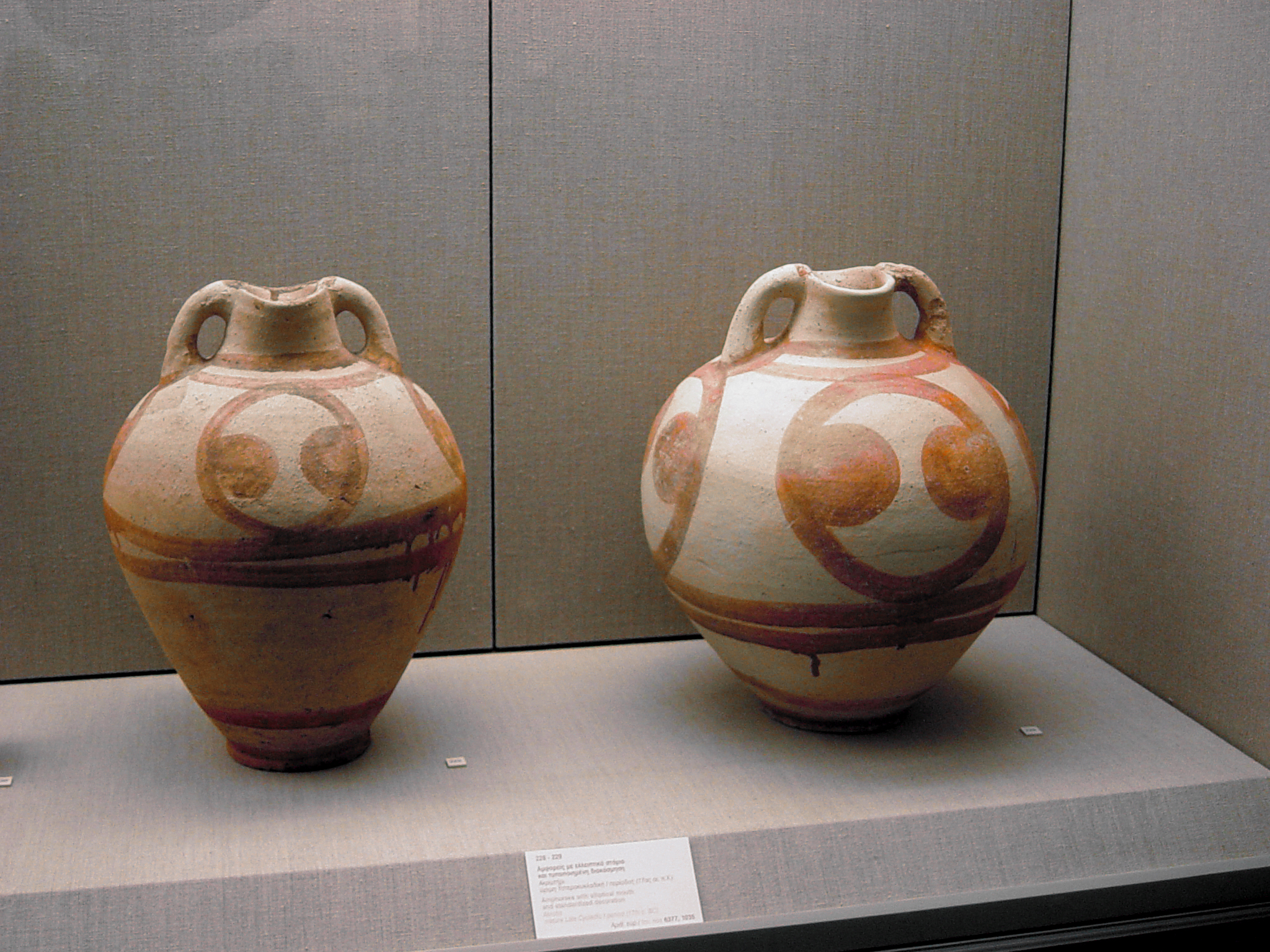
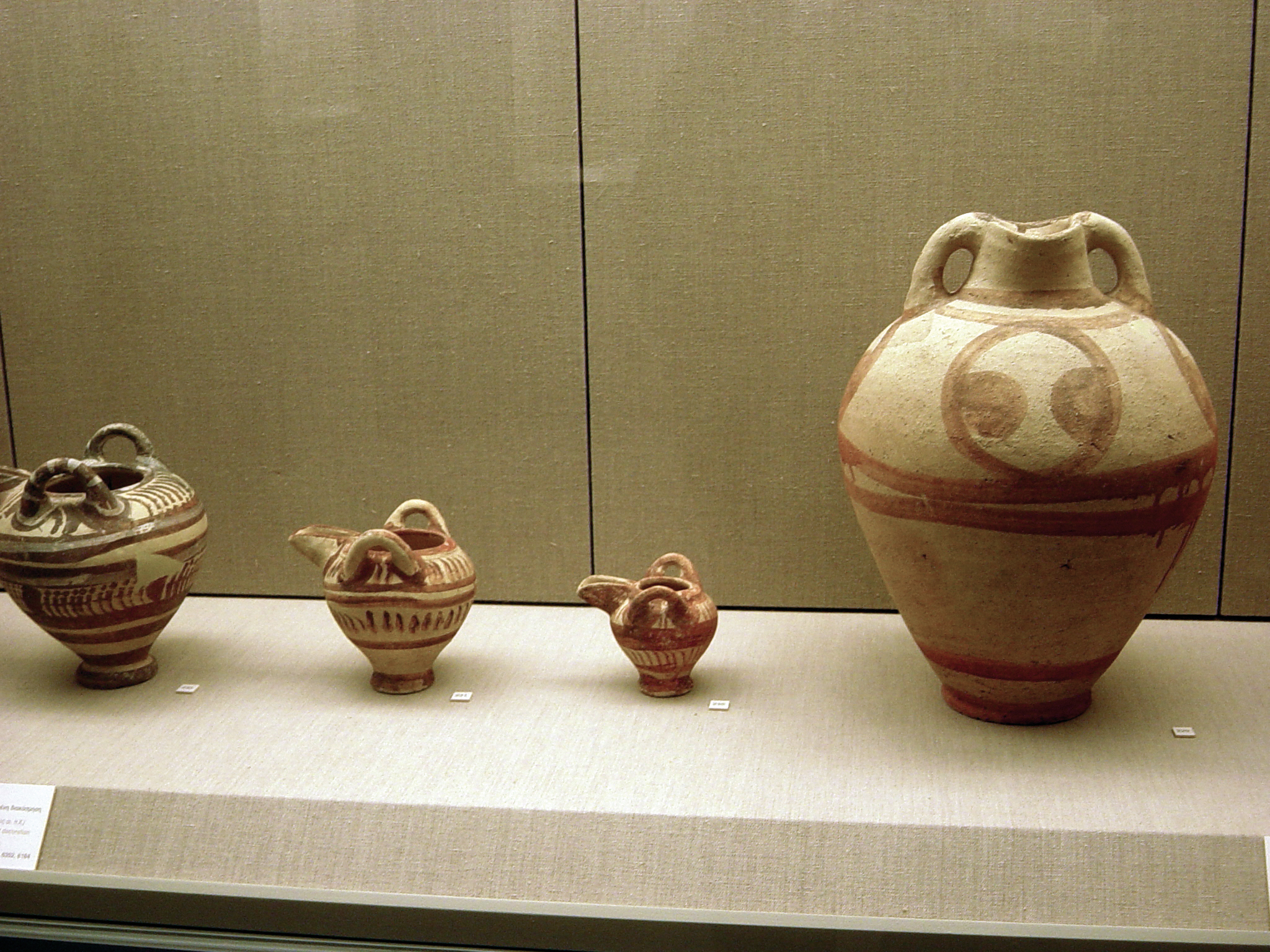
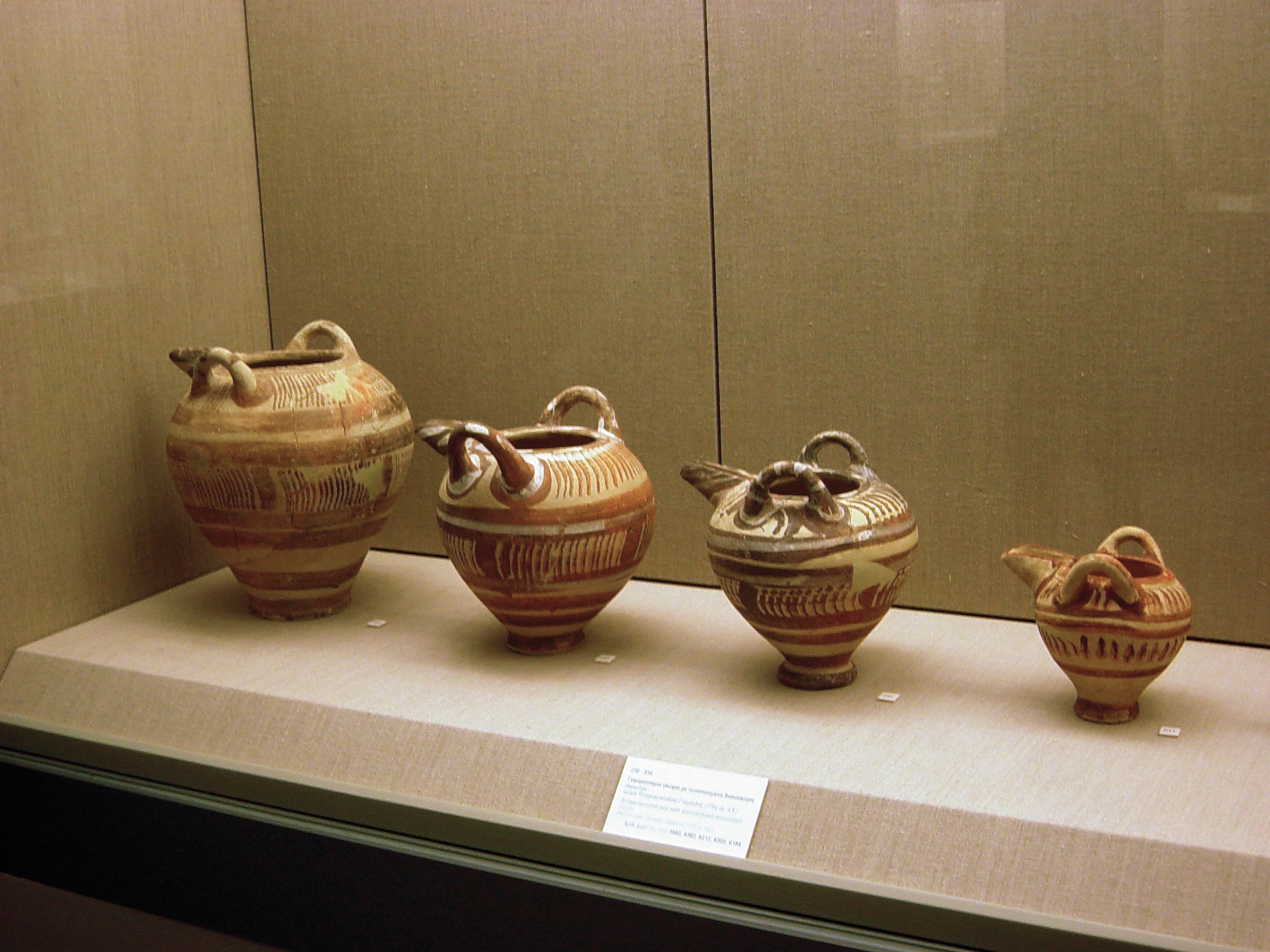
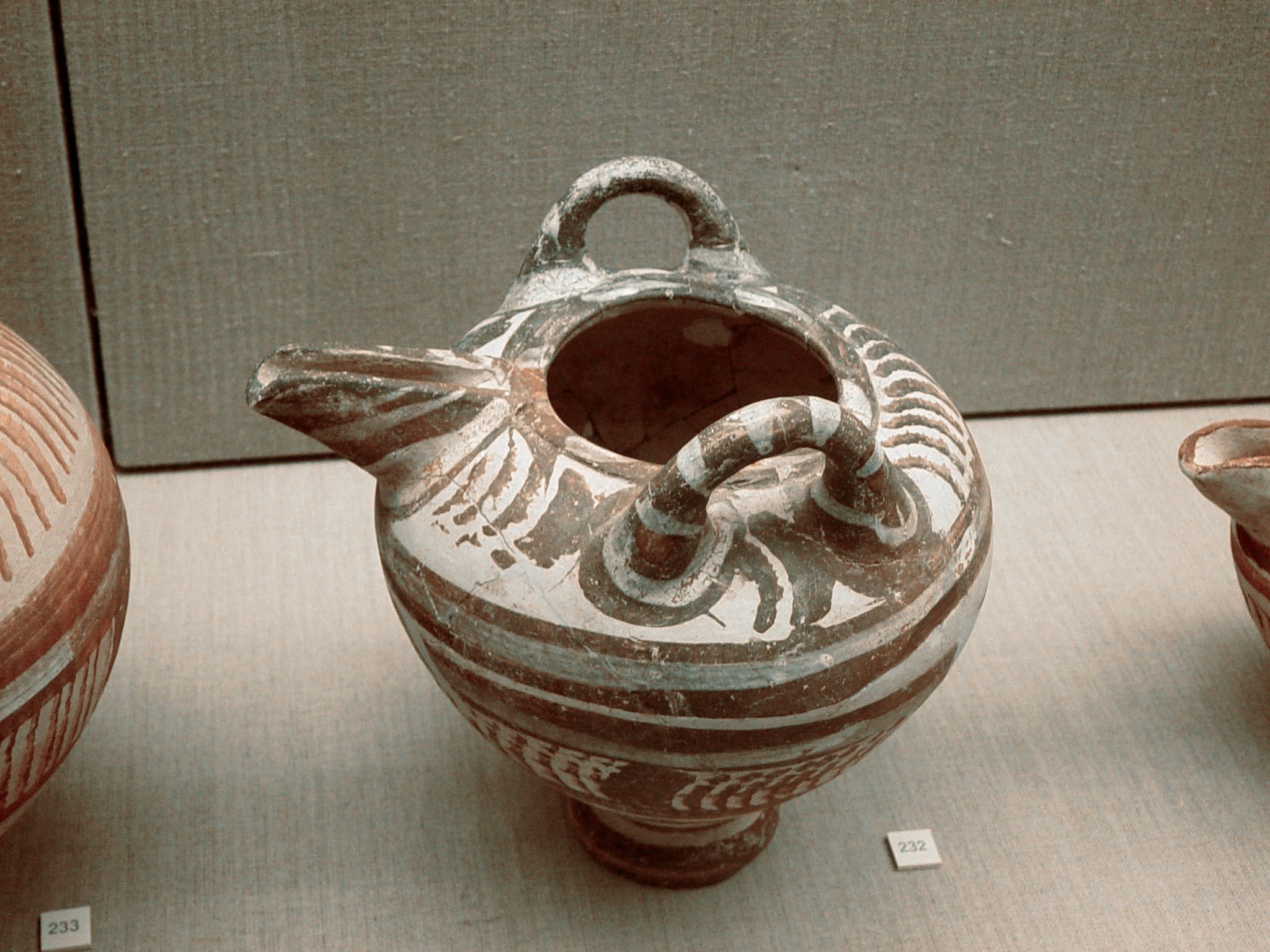
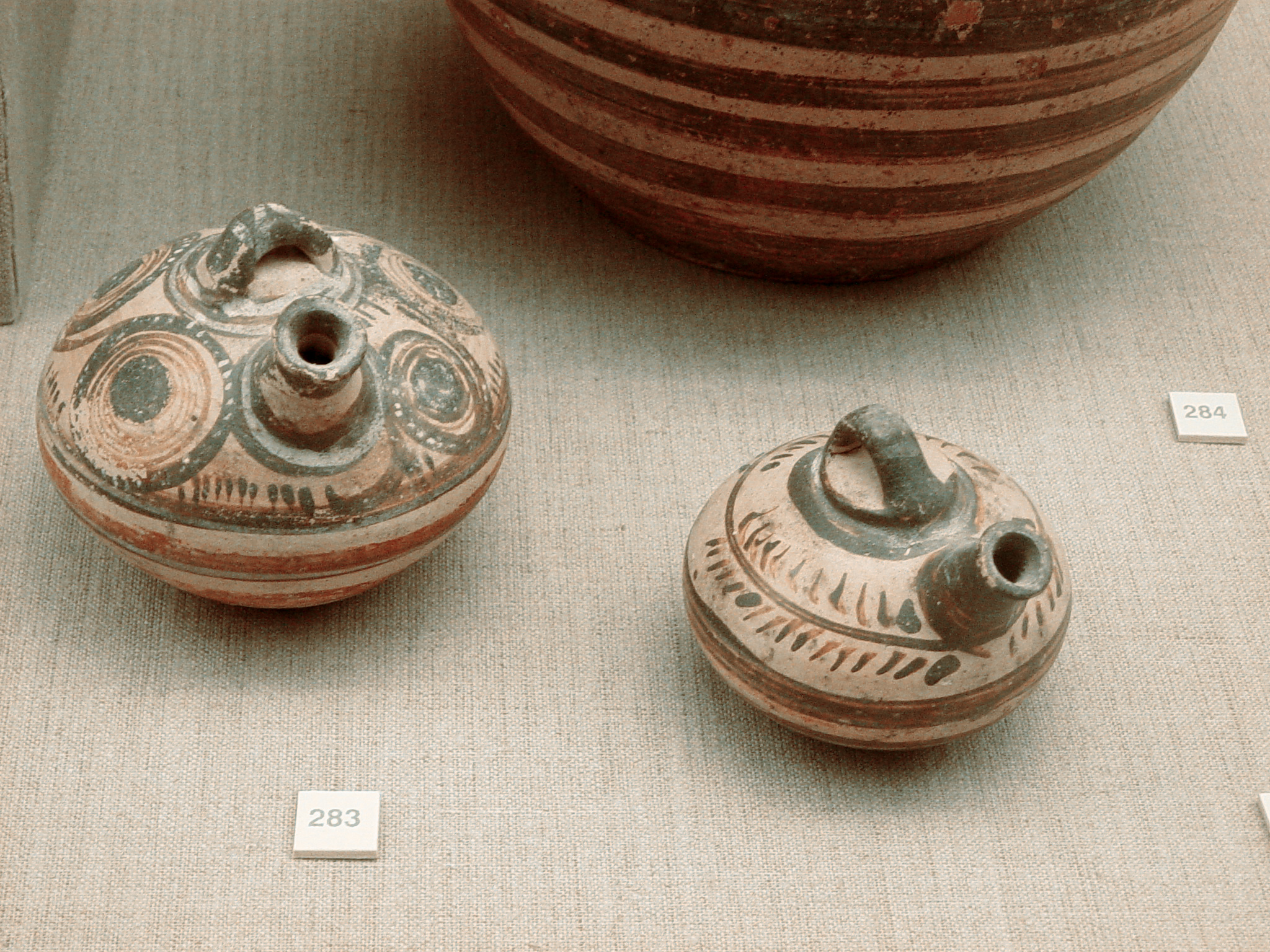